# Pseudis platensis
A Pseudis platensis a kétéltűek (Amphibia) osztályának békák (Anura) rendjébe és a levelibéka-félék (Hylidae) családjába tartozó faj.

## Előfordulása
A faj Argentínában, Brazíliában, Paraguayban és Bolíviában él.